# Trofee Maarten Wynants 2017 (vrouwen)
De vierde editie van de Belgische wielerwedstrijd Trofee Maarten Wynants voor vrouwen werd verreden op 7 mei 2017. De start en finish vonden plaats in Houthalen-Helchteren. De winnaar was Marianne Vos, gevolgd door Maria Giulia Confalonieri en Eva Buurman.

## Uitslag
| Trofee Maarten Wynants 2017 |                           |                                    |          |
| Plaats                      | Naam                      | Ploeg                              | Tijd     |
| Winnaar                     | Marianne Vos              | WM3 Pro Cycling                    | 2u45'28" |
| 2                           | Maria Giulia Confalonieri | Lensworld-Kuota                    | z.t.     |
| 3                           | Eva Buurman               | Parkhotel Valkenburg               | z.t.     |
| 4                           | Roxane Fournier           | FDJ Nouvelle-Aquitaine Futuroscope | z.t.     |
| 5                           | Annalisa Cucinotta        | Lensworld-Kuota                    | z.t.     |
| 6                           | Kaat Hannes               | Lensworld-Kuota                    | z.t.     |
| 7                           | Anouska Koster            | WM3 Pro Cycling                    | z.t.     |
| 8                           | Emily Nelson              | Breeze                             | z.t.     |
| 9                           | Lotte Kopecky             | Lotto Soudal Ladies                | z.t.     |
| 10                          | Jessy Druyts              | Sport Vlaanderen-Guill D'or        | z.t.     |